# Primera División de Egipto 1948-49
La Primera División de Egipto 1948/49 de Egipto comenzó el 22 de octubre de 1948. Al-Ahly se coronó campeón por primera vez en su historia.

## Clasificación final
| Pos | Club              | Pld | W  | D | L  | F  | A  | ±   | Pts |
| --- | ----------------- | --- | -- | - | -- | -- | -- | --- | --- |
| 1   | Al-Ahly(C)        | 20  | 13 | 3 | 4  | 48 | 21 | 27  | 29  |
| 2   | Tersana SC        | 20  | 10 | 5 | 5  | 30 | 22 | 8   | 25  |
| 3   | Ismaily           | 20  | 10 | 5 | 5  | 25 | 23 | 2   | 25  |
| 4   | Al-Masry          | 20  | 8  | 7 | 5  | 30 | 28 | 2   | 23  |
| 5   | Farouk Club       | 20  | 9  | 5 | 6  | 26 | 22 | 4   | 23  |
| 6   | Ittihad           | 20  | 10 | 2 | 8  | 42 | 32 | 10  | 22  |
| 7   | Al-Olympi         | 20  | 6  | 7 | 7  | 24 | 29 | -5  | 19  |
| 8   | Al-Sekka Al-Hadid | 20  | 7  | 4 | 9  | 32 | 36 | -4  | 18  |
| 9   | Younan            | 20  | 5  | 7 | 8  | 20 | 30 | -10 | 17  |
| 10  | Teram             | 20  | 2  | 6 | 12 | 20 | 34 | -14 | 10  |
| 11  | Port Fouad        | 20  | 3  | 3 | 14 | 13 | 33 | -20 | 9   |

 (C)= Champions, Pld = Matches played; W = Matches won; D = Matches drawn; L = Matches lost; F = Goals for; A = Goals against; ± = Goal difference; Pts = Points
 Source: .

## Goleadores del torneo
| Place | Player                       | Nationality | Club                    | Goals |
| ----- | ---------------------------- | ----------- | ----------------------- | ----- |
| 1     | Mohamed Diab El-Attar "Diba" | Egipto      | Al-Ittihad Al-Iskandary | 15    |
| -     | El-Sayed El-Dhizui           | Egipto      | Al-Masry                | 15    |